# 张会军
张会军（1956年—），汉族，北京人，北京电影学院院长、教授、博士生导师，硕士学位，中国电影家协会副主席，中国共产党党员。

## 生平
1982年毕业于北京电影学院摄影系电影摄影专业，同年留校任教。
2008年，当选第十一届全国政协委员，代表文化艺术界，分入第二十七组。并担任教科文卫体委员会专委。